# Paranaitis caeca
Paranaitis caeca är en ringmaskart som först beskrevs av Moore 1903.  Paranaitis caeca ingår i släktet Paranaitis och familjen Phyllodocidae. Inga underarter finns listade i Catalogue of Life.